# Тортоли
Тортоли (итал. Tortolì, на месном говору: Tortuelie) град је у западној Италији. То је једно од два средишта округа Нуоро у оквиру италијанске покрајине Сардинија.

## Природне одлике
Град Тортоли налази се у источном делу Сардиније, на 130 км североостично од Каљарија. Град је смештен на источној, тиренској обали острва, испод планине Ђенарђенту.

## Становништво
| 1931. | 1936. | 1951. | 1961. | 1971. | 1981. | 1991. | 2001. | 2011.  |
| ----- | ----- | ----- | ----- | ----- | ----- | ----- | ----- | ------ |
| 2.571 | 2.763 | 3.585 | 4.588 | 6.414 | 8.033 | 9.128 | 9.973 | 10.743 |

Тортоли данас има око 11.000 становника, махом Италијана. То је за чак четири пута више него на почетку 20. века. Последњих деценија број становника у граду нагло расте због развоја туризма.

## Галерија
- Тинреска обала код Тортолија
- Аеродром крај Тортолија
- Градска железничка станица

## Партнерски градови
- Venosa